# Hälltjärnarna, Dalarna
Hälltjärnarna är en sjö i Ludvika kommun i Dalarna och ingår i Norrströms huvudavrinningsområde.